# Paavo Nurmi
Paavo Nurmi, finski atlet, tekač na dolge proge, * 13. junij 1897, † 2. oktober 1973. 
Paavo Nurmi je eden najuspešnejših športnikov na olimpijskih igrah saj je na njih osvojil kar 9 zlatih in 3 srebrne medalje.
Leta 2012 je bil sprejet v novoustanovljeni Mednarodni atletski hram slavnih, kot eden izmed prvih štiriindvajsetih atletov.